# Клуцис, Густав Густавович
Густав Густавович Клуцис (латыш. Gustavs Klucis, 4 января 1895, Руйиена — 26 февраля 1938(?), Бутовский полигон(?), Московская область) — художник-авангардист, плакатист, представитель конструктивизма, один из создателей искусства цветного фотомонтажа.

## Биография
Густав Клуцис родился 4 января 1895 года в Кёнигской волости Вольмарского уезда, близ города Руйиена, в латышской семье. В 1911—1915 учился в художественной школе в Валмиере и Городском художественном училище в Риге. Его учителями были Я. Розенталь, В. Пурвитис и Я. Р. Тиллбергс.
Продолжил образование в Рисовальной школе Общества поощрения художеств в Петрограде (1915—1918), а затем (1918—1920) в Государственных свободных художественных мастерских у К. А. Коровина, А. А. Певзнера и К. С. Малевича, и ВХУТЕМАСе (1920—1921) в Москве.
В Петрограде Клуцис служил в латышских национальных батальонах. Как писал он впоследствии, «с винтовкой в руках участвовал в свержении самодержавия и Временного правительства. В первые дни Октября вступил в 9-й латышский стрелковый полк, в команду пулеметчиков, добровольцем. Охранял Смольный». В июле 1918 года он участвовал в подавлении восстания левых эсеров. В сентябре 1918 года в Кремле состоялась выставка работ художников — красных латышских стрелков. Наиболее талантливые участники выставки, в их числе и Клуцис, получили рекомендации продолжить свое художественное образование.
В 1919 году Клуцис вступил в ВКП(б), в составе пулеметной команды состоял в охране Совнаркома и ВЦИКа в Московском Кремле.
Сотрудничал с Институтом художественной культуры («Инхук»), с литературно-художественным объединением «Левый фронт искусств» (ЛЕФ), с обществом «Утвердители нового искусства» (Уновис). Был одним из основателей объединения «Октябрь» (1928). Преподавал во Вхутемасе (1924—1930).
Совместно с единомышленниками предложил создать во ВХУТЕМАСе «Мастерскую революции», текст программы которой был опубликован в первом номере журнала «Леф» за 1924 год: «Первой и основной своей задачей мастерская считает ответить на все художественные запросы, выдвинутые революцией. Мастерская должна стать рупором художественно-революционной и коммунистической мысли, ее цель — подготовка кадров молодых социально определившихся художников организаторов для борьбы средствами зрительного воздействия за революционные завоевания рабочего класса».
Среди его наиболее известных работ — «Красный человек» (1918), «Динамический город» (1919), «Аксонометрическая живопись» (1920), «Выполним план великих работ» (1930), «СССР — ударная бригада пролетариата всего мира» (1931).
В 1922–1928 годы Густав Клуцис занимался проектированием одежды конструктивистского стиля, оформлял выставки. 
В 1927 выполнил витражи для павильона Всесоюзной полиграфической выставки. Принимал участие в оформлении советского отдела на Международной выставке прессы в Кёльне (1928), а также создавал экспозиционное оборудование для Выставки советского искусства в Брюсселе (1928).
17 января 1938 года Густав Клуцис был арестован по сфабрикованному обвинению в участии в «фашистском заговоре латышских националистов» (ему было приписано членство в «вооруженной латышской террористической организации») и 5 недель спустя расстрелян. Посмертно реабилитирован (1956).

## Наследие
Творческое наследие художника сохранила его жена (с 1921 г.) — Валентина Никифоровна Кулагина (1902–1987), художница, график, иллюстратор, оформитель и плакатист.
Произведения Г. Клуциса находятся в Третьяковской галерее, музее В. В. Маяковского, Музее современного искусства в Нью-Йорке и в музеях Латвии (отдельный зал под названием «Кабинет Густава Клуциса» выделен в Национальном художественном музее Латвии).
Сын Г.Клуциса и В.Кулагиной — Эдвард Густавович Кулагин (род. в 1936). 
Внуки — Александр (род. 1971), Елена (род. 1973).

## Каталог изданий, оформленных Клуцисом
- Ангарский Николай Семенович. Настоящее и будущее сельского хозяйства. [М.]: Московский рабочий, 1929. — 64 с. — 18 х 13. Обл.
- Ангарский Н., Штродах А. Настоящее и будущее сельского хозяйства Московской губернии. М.: Московский рабочий, 1929. — 29, [1] с. — 15 х 11. Обл. и фотомонтаж.
- Безыменский А. Партбилет 224332. Стихи о Ленине. М.: ГИЗ, 1930. — 93 с. — 17 х 12,5. Обл. — фотомонтаж.
- Бружес А. П. Опыт рационализации работы заступом. М.: ЦИТ’а, 1924. — 39 с., ил. — Тираж 3000 экз. — 22 х 15. Обл.
- Бобров Николай Сергеевич. Будни летающих людей. Очерки и рассказы. М.—Л.: Московский рабочий, [1928]. — 159 с., ил., портр., черт., карт. — 23 х 15. Обл.
- Богомолов А. П. Что нужно знать плавильщику металлов. М.—Л.: ГИЗ, 1930. — 79 с., ил. и черт. — 20 х 13.
- Дель Вайо Хулио Альварец. Красная тропа. [Заметки журналиста о поездке по Европе]. М.—Л.: ГИЗ, 1930. — 167 с., вкл. л., портр. — 20 х 14. Вигилянский Н. Комсомольцы. М.—Л.: Московский рабочий, 1927. — 61 с. — 15 х 11. Обл.
- Владимирский М. Октябрьские дни в Москве. М.—Л.: Московский рабочий, 1927. — 71, [1] с. — 23 х 15. Обл.
- Всероссийский союз поэтов. Второй сборник стихов. М.: Всероссийский союз поэтов, 1922. — [32] с. — 18 х 12,4. Обл.
- Галин Б. Организуем свой досуг. М.—Л.: Московский рабочий, 1927. — 104 с. — 20 х 14. Обл.
- Голек Венцель. Автобиография немецко-чешского рабочего. М.: Красная новь, 1924. — 137, [6] с. — 23 х 15. Обл.
- Горный В. Петяш. [Рассказ]. М.: Новая Москва, 1926. — 88 с., ил. — 22 х 18. Обл. и ил.
- Дмитриев В. А. Семья. Повесть. М.—Л.: ГИЗ, 1930. — 96 с. — 20 х 13.
- Ермонский Осип Аркадьевич. Теория и практика рационализации. — 2-е изд., расш. Т. 1. М.—JI.: ГИЗ, 1929. — 456 с., ил. черт., график и схем., 1 вкл. л. Обл.
- Загородский Н., Пирозерская А. Красные уголки в борьбе за новый быт. М.-Л.: ГИЗ, 1929. — 128 с. — 21 см. Обл. — фотомонтаж.
- Зернов А. Испытание материалов (Металлы). [М.]: ГИЗ, 1930. — 40 с., ил. и черт. — 21 х 14. Обл.
- Кавалеров Н. [Дмитриев В.] Семья. М.—Л.: ГИЗ, 1930. Обл. — фотомонтаж.
- Керженцев П. М. Газета. Организация и техника газетного дела. — 3-е изд., доп. М.: Красная новь, 1924. — 173, [3] с. — 23 х 15. Обл.
- Крученых А. 15 лет русского футуризма. М.: Всероссийский союз поэтов, 1928. — 68 с., портр. — 17 х 12,9. — 1000 экз. Монтаж обл.: Г. Клуцис; шаржи в тексте: В. Хлебников, И. Терентьев, М. Синякова.
- Жив Крученых! Сборник статей. М.: Всероссийский союз Поэтов, 1925. — 45, [3] с. — 19 х 14. Обл., 3 ил.
- Крученых А. Е. Дунька — Рубиха. [Роман в стихах]. М.: изд. автора, 1926. — 12 с. — 17 см. Обл. и ил.
- Крученых А. Е. На борьбу с хулиганством в литературе. М.: изд. автора, 1926. — 32 с. — 18 х 12,9. Обл.
- Крученых А. Приемы ленинской речи. М.: Всероссийский союз поэтов, 1927. — 64 с. с ил. −17x13.-1000 экз. Обл.
- Крученых А. Е. Приемы ленинской речи. — 3-е изд. М.: Всероссийский союз поэтов, 1928. — 60, [4] с. с ил. — 17 х 13. — 1000 экз. Монтаж обл. (совместно с В. Н. Кулагиной).
- Крученых А. Хулиган Есенин. Продукция № 141. Обл. Густава Клуциса. М.: изд. автора, типография изд-ва «Мотор», 1926. — 26 с. — 18 х 13.
- Крученых А. Е. Хулиган Есенин. М.: изд. автора, 1926. — 26 с. — 18 см. Обл. [Клуцис Г., Синякова М.]
- Крученых А. Е. Четыре фонетических романа. М.: изд. автора, типография изд-ва «Мотор», 1927. — 38 с. с ил. — 25 см. Обл.: Г. Клуцис (четырехкоординатный небоскреб); ил.: М. Синякова.
- Курелла А. Международный пролетарий на страже СССР. М.— Л..: Московский рабочий, 1927. — 47, [1] с., ил. и портр. — 15 х 12. Обл.
- Лания Лео. Индута. М.— Л., Московский рабочий, 1929. Обл. — фотомонтаж.
- Марти А. На капиталистической каторге. М.—Л.: Молодая гвардия, 1924. — 64 с. — 17 см. Обл. — фотомонтаж.
- Молодая гвардия. За Ленина. Под ред. Л. Авербаха, Бела-Куна, Л. Каменева и О. Тарханова. М., 1924. Оформление Густава Клуциса, Александра Родченко и Сергея Сенькина.
- Оверлих Е. Положение работницы в Германии. М.: ГИЗ, 1929. — 64 с. — 17 х 11. Обл. — фотомонтаж.
- Походы юных пионеров. М.: Молодая гвардия, 1927. — 60 с. — 15 см. Обл. — фотомонтаж.
- Петров А. Самоучка в музее. М.—Л.: ГИЗ, 1929. — 96 с. с ил., график, пл. — 18 х 12. Обл. — фотомонтаж.
- Петров С. Десять лет тому назад. М.—Л.: Московский рабочий, 1927. Обл. — фотомонтаж.
- Под знаком комсомола. Литературный альманах. № 2. М.—Пг.: Молодая гвардия, 1924. — 207, [3] с. — 22 х 15. Обл.
- Рейхруд М. Походы и экскурсии юных пионеров. М.—Л.: Московский рабочий, 1927. — 120 с., черт. — 17 х 13.
- Фельдман Г. А. Пропаганда электрификации. М.: Красная новь, 1924. — 57, [5] с. — 23 х 15. Обл.
- Хаф В. Огонь. М.: ГИЗ — Молодая гвардия, 1931. — 21 х 14. Обл.
- Чайков С. Д. Работа по калибрам. М.—Л.: ГИЗ, 1930. — 63 с., ил. и черт. — 19 х 14. Обл.
- Ш. Н. (Шпанов Н. Н.) Испытательный пробег аэросаней. М.: Молодая гвардия, 1926. Ил. — фотомонтаж.
- Юдин С. Вечер Французской революции в клубах молодежи. М.: Красный пролетарий, 1924. — 142, [ 11 с. — 24 х 16. Обл.
- Юрковский Александр. Ленинские юнкера. [Повесть]. М.—Л.: ГИЗ, 1930. — 224 с. — 20 х 14. — 3-е изд. Обл. [Клуцис Г., Сенькин С.]
- Либединский Ю. Л. Завтра. М.: Молодая гвардия, 1924. — 88 с., 8 л. ил. — 26 см. 4 ил. в технике фотомонтажа: Г. Клуцис; обл.: С. Сенькин.
- Лин Илья. Дети и Ленин. [М.]: Молодая гвардия, 1924. — 9.5 с., ил. --23 х 18. Оформление.
- Памяти погибших вождей. М.: Московский рабочий, 1927. — 88 с., (22) вкл. л., портр. — 35 х 27. Обл. — фотомонтаж: Г. Клуцис, С. Сенькин[17].

- Вестник труда. (Журнал). М.: ВЦСПС, 1925. № 1. — 25 х 33 см. Вкладки: серия «VI съезд Профсоюзов»: фото-лозунги — монтажи (8 вкладок).
- Время. (Журнал). М.: НОТА, 1924. № 5.-26 см. Обл. и контртитул.
- Время. (Журнал). М., 1924. № 7, 8. — 26 см. Обл.
- Горн. (Журнал). М.: Московский пролеткульт, 1923. № 8. — 22 см. Обл.
- Известия. (Газета). М., 1934. 21 января. Фотомонтаж первой полосы.
- Культурное строительство. (Журнал). 1929. (Не издано.) Обл. — Фотомонтаж — 50 х 34,5 ГХМЛ.
- Кино-фронт. (Журнал). М.: Теакинопечать, 1926. № 4, 5-6, 7-8. — 25 х 30 см. Обл. — Фотомонтаж.
- Крестьянка. (Журнал). М.: Правда, 1935. № 231. — 30 см. Обл.
- ЛЕФ. (Журнал). М., 1924. № 4. Ил. к статье О. М. Брик «Прозработы».
- Литературная газета. М., 1937. 7 ноября. Фотомонтаж первой полосы.
- Молодая гвардия. (Журнал). М.: Молодая гвардия 1924. № 2-3. — 25-27 см.
- Вкладки в журнал «Ленинская серия». Фото-лозунги. Монтажи (10 вкладок).
- Молодая гвардия. (Журнал). М.: Молодая гвардия, 1926. № 3. — 25-27 см. 2 ил. к статье Н. Н. Шпакова — фотомонтажи.
- Молодая гвардия. (Журнал). М.: Молодая гвардия, 1926. — 25-27 см. Ил. к статье Б. Михельса «Через пустыню Гоби» — фотомонтаж.
- 1-я конная армия (1919—1929). (Комплект открыток). [М.]: ГИЗ, [1980]. — 14,5 х 11. Папка — обл.
- Пролетарское студенчество. (Журнал). М., 1923. № 2. Обл. и вкладки.
- Правда. (Газета). М., 1930. 30 июля. Первая полоса. Фотомонтаж «Политбюро ЦК ВКП(б)»: Г. К.
- Правда. (Газета). М., 1934. Фотомонтаж к номерам за 23 февраля, 21 апреля, 1 августа.
- Правда. (Газета). М., 1935. Фотомонтажи к номерам за 23 февраля, 28 октября, 18 августа.
- Рабочая Москва. (Газета). М., 1935. Фотомонтаж первой полосы.
- Смена. (Журнал). М.: Правда; 1924. № 2, 4. — 37 см. Обл. — фотомонтаж: Г. К. Вкладки — фотомонтажи (совместно с С. Я. Сенькиным).
- Спартакиада. (Журнал). М.: Оргкомитет Всесоюзной спартакиады при ЦК СССР, 1928. №З — 28 см. Обл. — фотомонтаж.
- Холстоман Рахиль. Работница Америки. 1929. (Не издано). Обл. 19,5 х 27,5.
- Mazais Kolektivists (Маленький коллективист). (Журнал пионеров и школьников на латышском языке.) 1937. № 10. Обл. — Фотомонтаж[17].

- 1920:

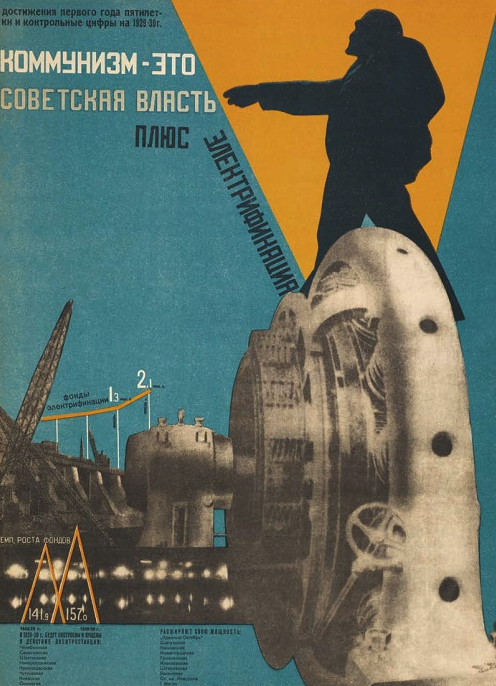
Ленин и электрификация всей страны

  - Ленин и электрификация всей страны. — ГММ;
  - Мир строит и мир вновь строящийся. — ГММ.

- 1921:
  - 1914. Пушечное мясо. — Фотомонтаж, аппликация. — ГХМЛ.

- 1922:
  - Красная Москва (1917—1922). — Фотомонтаж, гуашь. — 34 х 25 — ГХМЛ;
  - Ленинский призыв. — Фотомонтаж, аппликация, гуашь. — 34x22. — МРЛ.

- 1925:
  - Укрепим смычку между пролетариатом и основной массой крестьянства. — Фотомонтаж, аппликация. — 45,5 х 22,5. — ТХМЛ;
  - 1905. — Фотография. Собственность семьи Г. Клуциса;
  - Февральская революция. — Фотография. Собственность семьи Г. Клуциса;
  - Октябрьская революция. — Фотография. Собственность семьи Г. Клуциса.
  - Нам истерические порывы не нужны. — Фотография. Собственность семьи Г. Клуциса.

- 1927:
  - Актив, учись. Иди за советом в ячейку. — 71 х 52;
  - Без революционной теории не может быть революционного движения. — 107 х 72;
  - Ленин и социалистическая реконструкция. — Фотомонтаж, темпера. — 29,8 х 21,7. — ГХМЛ;
  - Социалистическая реконструкция. — К., фотомонтаж, темпера, лак. — 20,8-21,7 ГХМЛ;
  - Выполним заветы Ленина. — Фотомонтаж, гуашь.

- 1928:
  - Физкультура и спорт. Серия почтовых открыток к Всесоюзной спартакиаде в Москве. — Фотомонтаж — 15, 5 х 11, 5. — ГХМЛ. (10 плакатов.)
  - Больше стали. — Фотомонтаж. — 53,5 х 35,5. — ГХМЛ;
  - Борьба за пятилетку. Серия плакатов. — Фотомонтаж. 1929—1932 (33 плаката); Собрания: ГХМЛ, собственность семьи Г. Г. Клуциса.

- 1930:
  - Из России нэповской будет Россия социалистическая. — 100 х 71;
  - 1 мая. — 105 х 72;
  - Рабочие и работницы — все на перевыборы Советов. (На двух л. 59 х 85; 61 х 85.) Да здравствует XIII годовщина Октябрьской революции. — ГХМЛ.

- 1931:
  - К мировому Октябрю. — Фотография;
  - Парижская Коммуна. — Фотография. — ГХМЛ;
  - Делегатка, будь впереди! (Совместно с В. Н. Кулагиной.) — 107 х 72;
  - Мировое искусство — на борьбу с империализмом. (На двух л. 74 х 104.)

- 1932:
  - Зачинателю пролетарской литературы т. Максиму Горькому в день сорокалетия литературной деятельности — пламенный привет! — 93 х 60;
  - Да здравствует многомиллионный ленинский комсомол! (На двух л. 77 х 109.)

- 1933:
  - Выше знамя Маркса—Энгельса—Ленина…
  - Главное в учении Маркса — это учение о диктатуре пролетариата. — 72 х 104;
  - Целью союза являются: свержение буржуазии… — 71 х 102;
  - Со знаменем Ленина победили мы в боях. [К 30-летию ВКП(б)];
  - На борьбу за топливо, за металл. — 137 х 99;
  - Трудящиеся Советского Союза! Крепите оборону Страны Советов! — 133 х 102;
  - Да здравствует мировой Октябрь! — 160 х 104. [На рус. и укр. яз.] 1934:
  - Вся Москва строит метро! — 139 х 96;
  - Мы стоим за мир… — Б., цв. кар. — 32,6 х 23,4. — ЦГАЛИ;
  - Молодежь, на самолёты! — 139 х 98;
  - Все на перевыборы Советов! — Проект. Собственность семьи Г. Клу-циса.

- 1935:
  - Политбюро ЦК ВКП(б). — 89 х 61;
  - Пополним ряды… ударниками социалистического строительства. — Б., фотомонтаж, граф., кар., тушь. — 28 х 23. — ЦГАЛИ;
  - Хочу все знать. — Б., граф., кар., тушь, перо, акв. — 17,5 х 13,5. — ЦГАЛИ.
  - Кузнецы. — Б., тушь, перо, акв. — 27 х 22. — ЦГАЛИ;
  - Множьте ряды ударников-стахановцев. — 94 х 61;
  - Да здравствует СССР. [На пятнадцати яз. народов СССР]. (На двух л. 86 х 120; 61 х 94.)
  - Да здравствует Рабоче-крестьянская Красная Армия. — 145 х 98.
  - Да здравствует наша счастливая социалистическая Родина. — 104 х 70;
  - Весь советский народ строит свой воздушный флот. (На двух л. 73х 104.)
  - Кадры решают все. (На двух л. 106 х 72; 92 х 72.)
  - Техника во главе с людьми[17].

- 1935:
  - Воздушные гиганты…
  - Жить стало лучше…
  - Фашизм — это война…

- 1936:
  - Да здравствует племя героев-стахановцев! — 72 х 102;
  - Будь горд, будь рад — стать красноармейцем в ряд! — 95 х 63;
  - Перепись населения — всенародный смотр гигантских успехов социализма в СССР. (На двух л. 146 х 104.)

- 1937:
  - Выше знамя Маркса—Энгельса—Ленина… [На пятнадцати яз. наро дов СССР]. — 49 х 94;
  - Привет избранникам народа…;
  - Парад избранникам народа…;
  - Слава великому русскому поэту Пушкину! [На четырнадцати яз. народов СССР]. — 149 х 103.

- Маяковский В. В. Владимир Ильич Ленин. Иллюстрации. (Совместно с С. Сенькиным). — Не издано. 6 фотомонтажей. — Гос. музей Маяковского
- Маяковский В. В. Владимир Ильич Ленин. (Не издано.) 10 ил. — Фотомонтаж, аппликация, гуашь. — ГХМЛ, МРЛ.
- Октябрь. (Журнал). Не издано. Обл. Оригинал: б., аппликация, темп. — 26,5 х 18. — ГХМЛ.
- [Клуцис Г., Елкин Василий, Голубчиков Н., Карра А., Прусаков Н., Седельников Николай]
- Строительство Москвы. (Журнал). М.: Московский совет рабочих, крестьянских и красноармейских депутатов, 1928. № 1, 2, 3, 4, 5, 6, 7,11, 12. — 31 х 22,7. Обл. — фотомонтажи, макеты журналов: Г. К., В. Елкин.
- Строительство Москвы. (Журнал). М.: Московский совет рабочих, крестьянских и красноармейских депутатов, 1929. № 1, 2, 3, 4, 6, 8, 9, 11. — 31 х 22,7. Обл. — фотомонтажи, макеты журналов: Г. К., В. Елкин, Н. Голубчиков, А. Карра, Николай Прусаков, Николай Седельников[17].

## Избранные работы
- Памяти погибших вождей: Альбом воспоминаний. (Одобрено Комиссией по десятилетию Октябрьской революции при ЦИК СССР) / Под ред. Феликса Кона; Худ. Г. Клуцис. — М.: Московский рабочий, 1927. — 88 с.

## Память
- Режиссёр Петерис Крыловс снял в 2008 году фильм «Клуцис — неправильный латыш», посвящённый памяти художника.
- Именем художника в Риге в 2017 году названа новая улица Густава Клуча.

## Комментарий
1. ↑  Согласно БРЭ[6], в ранних источниках[7][8] датой смерти является 1944 год.